# Anton von Zach

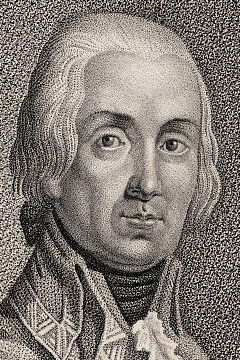
Anton von Zach

Anton von Zach (en húngaro: Zách Antal, IPA: [za:tʃ]) fue un militar húngaro de Austria nacido en 1747 y fallecido en 1826, y se distinguió en la Batalla de Marengo donde fue hecho prisionero.

## Biografía
Anton nació en Pest y entró en la Academia de ingenieros de Viena en 1760, sirviendo en los siete años de guerra en el personal general y enseñó matemáticas en la Academia Militar de Viena.
En 1788, estuvo en el sitio de Belgrado y fue mayor general en Italia en 1796 y en 1799 fue jefe de personal dirigiendo a los granaderos en la batalla de Marengo, donde fue capturado.
En 1801 fue hecho mariscal de campo por los servicios prestados y en 1805 fue gobernador de Trieste, y escribió obras de matemáticas y de arte militar.
Su hermano Franz (1757-1832), también nacido en Pest, fue astrónomo, sirviendo también en el ejército austriaco, pasando algún tiempo en Inglaterra donde fue director del Observatorio de Seebery, y en Italia tuvo gran protagonismo en el establecimiento de un observatorio en Nápoles y también en Lucca.

## Obras
- Kriegskarte 1798-1805:...., 2005
- L'art ou Élements des maneuvres, 1812, 2 vols.
- Elemente der Manövrir-Kunst, D.A. Strauss, 1812
- Cours de l'art des retranchements de la défense et de l'attaque, 1807
- Vorlesungen über die Felbefestigung.., Wien, 1807
- Leçons sur la fortification de campagne, l'attaque et l'asault, 1783